# Hydriomena suffusa
Hydriomena suffusa är en fjärilsart som beskrevs av Loberbauer 1953. Hydriomena suffusa ingår i släktet Hydriomena och familjen mätare. Inga underarter finns listade i Catalogue of Life.